# بحيرة مورن 217
بحيرة مورن 217 هي محمية للسكان الأصليين أو محمية هندية (نسبةً للسكان الأصليين الهنود الحمر) في كندا لأمة لاكلارونج الهندية في ساسكاتشوان. وتقع 24 كيلومترًا شرق بحيرة لاكلارونج الجليدية. في التعداد الكندي لعام 2016، سُجل عدد السكان بـ577 يعيشون في 135 من إجمالي 155 مسكنًا خاصًا. وفي نفس العام، تم حساب مؤشر الرفاه المجتمعي بـ45 من 100، مقارنةً بـ58.4 لمتوسط مجتمع الأمم الأولى و77.5 لمتوسط المجتمع غير الأصلي.